# Pemars sanatorium

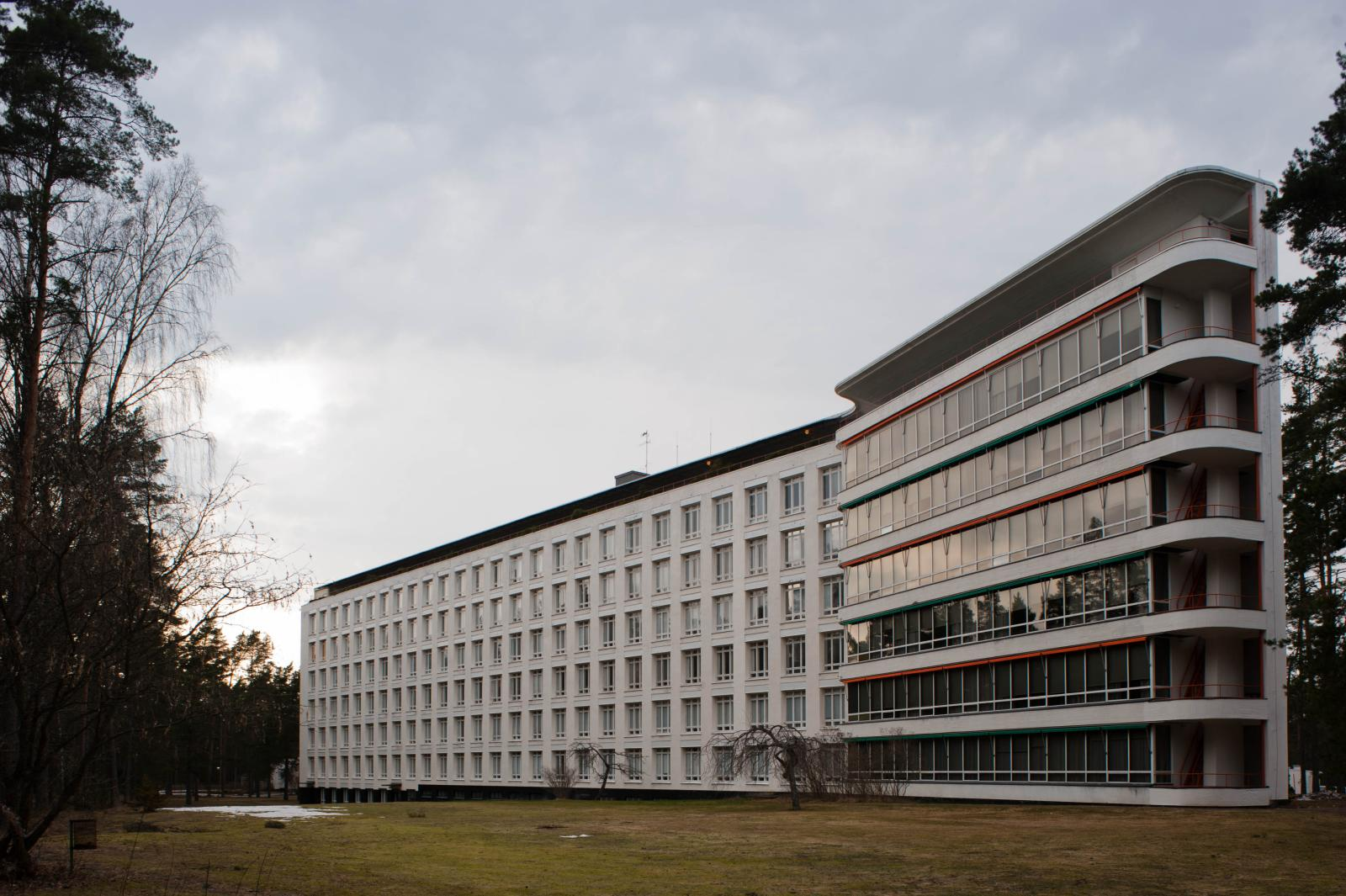
Pemars sanatorium.

Pemars sanatorium var ett tuberkulossanatorium i Pemar, Egentliga Finland och ritades av den finska arkitekten Alvar Aalto. Aalto fick uppdraget att designa byggnaden efter att vunnit en arkitekturtävling för projektet, som hölls 1929. Byggnaden stod färdig 1932 och hyllades både i Finland och utomlands. Byggnaden anses allmänt som en av hans mest betydelsefulla tidiga verk, och ritades vid samma tid som Viborgs bibliotek. Trots att byggnaden representerar Aaltos modernistiska period och följde många av Le Corbusiers banbrytande idéer för modernistisk arkitektur (till exempel bandfönster, takterrasser, maskinestetik), bar den även fröna till Aaltos senare väg mot en mer syntetisk stil. Exempelvis, markeras huvudentrén med ett vagt format takvalv olikt allt som designats vid denna tid av den äldre generationen av modernistiska arkitekter.
Aaltos utgångspunkt för sanatoriets design var att göra så att själva byggnaden bidrog till tillfrisknadsprocessen. Han gillade att kalla byggnaden ett "medicinskt instrument". Exempelvis gavs särskild uppmärksamhet för designen av patienternas sovrum: dessa hade vanligen plats för två patienter, med var sitt eget skåp och tvättställ. Aalto ritade speciella icke-plaskande tvättställ, så att patienterna inte skulle störa varandra under tvättningen. Patienterna tillbringade mycket tid sängliggande, därför placerade Aalto lampor i sovrummet utifrån patientens synfältslinje och målade taket i en avslappnande mörkgrön färg för att förhindra reflexer. Varje patient hade sitt eget, väggfasta skåp, upphängt en bit från golvet för att underlätta städningen.
Under de första åren var de enda kända "botemedlen" mot tuberkulos vila och avkoppling i en miljö med ren luft och solsken. Därför fanns på varje våningsplan, i slutet av patienternas sovrumsflygel, solbalkonger, där svaga patienter kunde dras ut i sina sängar. Friskare patienter kunde gå och ligga på soldäcket på takvåningen. Då patienterna lade ner en lång tid - vanligen flera år - i sanatoriet, fanns en tydlig gemenskapsatmosfär bland både personal och patienter; något som Aalto hade lagt in i sina ritningar, med olika gemenskapsfaciliteter, ett kapell, såväl som personalbostäder, och även särskilt lagt ut promenadrutter genom det omgivande skogslandskapet. På 1950-talet kunde sjukdomen delvis hanteras genom operation och därför ritade Aalto en operationsflygel. Strax därefter, gjorde antibiotikan slut på sjukdomen och antalet patienter minskade dramatiskt. Byggnaden fungerade helt som tuberkulossanatorium fram till början av 1960-talet, då den omvandlades till ett vanligt sjukhus. Idag är byggnaden en del av Åbo universitetssjukhus. Aalto och hans fru Aino ritade alla av sanatoriets möbler och interiörer. Några av möblerna, däribland Pemarstolen, produceras ännu av Artek.
Pemars sanatorium är sedan 28 januari 2004 uppsatt på Finlands lista över förslag till världsarv, den så kallade "tentativa listan".